# Ivane Pavle II
»Ivane Pavle II« singl je Marka Perkovića Thompsona objavljen 2003. godine. Nalazi se kao prva i tada nova pjesma na kompilaciji Sve najbolje.
Ponovno je objavljena na kasnijoj kompilaciji Druga strana u prosincu 2008. godine u izdanju Croatia Recordsa.
Kompozicija predstavlja glazbenu posvetu papi Ivanu Pavlu II. i njegovom trećem apostolskom posjetu Hrvatskoj, koji se dogodio u lipnju iste godine. Refren direktno apostrofira papu: „Ivane Pavle II hrvatski te narod ljubi”, što odražava duboku povezanost između hrvatskog naroda i ovog crkvenog poglavara. 